# 수도승

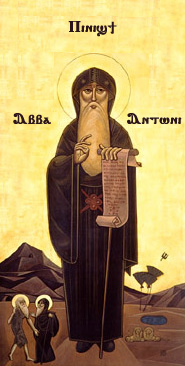
수도 생활(Monasticism)의 아버지로 불리는 성 안토니우스

수도승(修道僧, 그리스어: μοναχός monachos[*], 라틴어: Monachus, 영어: monk)은 기독교에서 정주수도회의 일원으로서 세속을 멀리하고 금욕적인 신앙 생활을 하는 남성을 가리킨다. 여성 수도승의 경우는 수녀(修女, 영어: nun)라고 한다. 로마 가톨릭교회에서는 정주수도회에 입회하여 수도회의 규칙에 따라 생활하는 사람을 가리키며, 별도의 수도회 제도를 가지고 있지 않은 동방 정교회에서는 수도 서원을 한 사람을 일컫는다.
로마 가톨릭교회의 수도승은 신품성사를 받은 수도사제와, 신품성사를 받지 않은 평수도승으로 나뉜다. 성공회에도 수도승와 수녀가 있는데, 이는 옥스퍼드 운동으로 종교 개혁 때 없어졌던 수도원 운동이 부흥하면서 신설되었다.

## 그리스도교 교회에 따른 역사

### 로마 가톨릭교회

#### 의의
수도승이란 수도 생활을 하는 사람을 말하며, 남자 수도승은 수도승(修士), 여자 수도승은 수녀(修女)라고 한다. 이들은 복음적 권고인 청빈(淸貧), 정결(貞潔), 순명(順命)의 3대 서원을 통해, 자신을 오로지 하느님께 봉헌하고, 서원한 바를 실천함으로써 교회 성성(聖性)의 표지가 되고, 종말에 완성될 교회의 모습을 현세의 사람들에게 미리 보여주며 또한 증거한다. 그러므로 수도승은 교회 종말적인 성격의 증인이며, 교회 안에서는 희망의 표지 역할을 한다. 이들은 교회의 예언직에 깊이 참여하고 있으며, 이 생활의 형태와 제도는 신적 계시가 아니고 교회가 정한 것이지만, 그 이념은 매우 성서적이다. 따라서 수도승은 그리스도와 함께 세상에 대하여 죽음으로써, 그분과 함께 하느님 안에 살려는 사람들이며, 세상에 살지만 세상의 것이 아님을 복음적 권고의 실천으로 증명한다.

#### 형성 및 발전
수도 공동체의 형성은 3세기 북부 이집트 사막에서 시작되었다. 도시의 모든 유혹과 분심(分心)에서 보호될 수 있고, 자신을 온전히 끊어 버리고 그리스도를 따르기 위한 최상의 방법이었기에, 사막의 은수 생활(隱修生活)을 시작했던 것이다. 특히 성 안토니오의 복음적 생활은 그의 제자들을 통해 전 교회에 퍼졌고, 6세기 성 베네딕도를 정점으로 수도 생활의 전통이 수립되었다.
그런데 초창기는 이처럼 수도승들이 하늘의 보화를 얻기 위해서 현세를 떠났으나, 16세기 소위 종교 개혁의 영향으로 새로운 국면을 맞게 된다. 이때 가톨릭은 전체적으로 방어적인 성격을 띠었고, 이러한 면이 수도회에도 스며들어 외부 세계와 고립되었다. 그래서 중세기 수도회는 정치, 사회, 문화, 학문적 업적을 이루었으나, 본래의 정신은 차츰 잃어 갔다. 따라서 14세기부터는 극기와 말씀의 실천에 중점을 두기 시작하였고, 최초의 수도 형태로 돌아가려는 개혁이 이루어졌다.이때 속세에서 수도 생활을 실천하여 사회의 소금과 누룩이 되려는 재속 수도회도 등장하였다. 그러나 봉쇄나 관상 수도회는 아직도 교회에 없어서는 안 될 중요한 요소이다.

#### 수도 성소
교회 헌장(43-47항)은 “하느님께 바친 정결, 청빈, 순명의 복음적 권고는 주님의 말씀과 모범에 기인한 것이며, 사도, 교부, 교회 학자, 목자들이 권장하는 것으로서, 교회가 주님으로부터 받아 주님의 은총으로 항상 보존해 오는 천상 선물”이라고 언급함으로써, 그 위치를 확실히 말해 주고 있다. 따라서 수도승들의 특징은 3대 서원을 통하여 완덕을 추구하는 데에 있다. 수도 직분은 그리스도가 성부의 뜻을 행하기 위하여, 세상에 내려오실 때에 취하시고, 당신을 따르는 제자들에게 제시하신 생활 양식을 더 잘 모방하고, 이를 교회 안에 영속적으로 재현하는 일이다.
이렇게 볼 때, 수도승은 평신자와 성직자의 중간 부분이 아니라, 특수한 부르심을 받고, 교회 사명의 특정 분야에 이바지하는 신분이다. 한국에서의 이들 남녀 수도승들은 전교, 교육, 의료, 사회 사업 등에 종사하고 있다. 한국 교회에는 최초로 1888년에 샬트르 성 바오로 수녀회가 진출하였다.

#### 한국 여자 수도회 현황
(2013년 9월 24일을 기준, 외국수도회는 한국진출일, 방인(邦人/자국) 수도회는 설립일 가장 빠른 순서대로 따로 정리)

##### 봉헌생활회와 사도생활단 (96곳)

###### 한국진출 외국 여자수도회 (67곳)
| - 샬트르 성 바오로 수녀회(S.P.C./설립일: 1696./한국진출일: 1888.7.22.) - 메리놀 수녀회(설립일: 1912.1.6./한국진출일: 1924.10.21.) - 툿찡포교 베네딕도 수녀회(O.S.B./설립일: 1885.9.24./한국진출일: 1925.11.21.) - 올리베따노 성 베네딕도 수녀회(O.S.B./설립일: 1830.1.28./한국진출일: 1931.11.6.) - 예수성심 시녀회(H.S.H.J./설립일: 1935.12.8.) - 가르멜 여자 수도회(O.C.D./설립일: 1568.11.28./한국진출일: 1939.) - 성 골롬반 외방선교 수녀회(S.S.C./설립일: 1922.2.1./한국진출일: 1955.2.19.) - 예수의 작은 자매들의 우애회(설립일: 1939.9.8./한국진출일: 1955.6.1.) - 성심 수녀회(R.S.C.J./설립일: 1800.11.21./한국진출일: 1956.10.5.) - 예수의 까리따스 수녀회(S.C.G./설립일: 1937.8.15./한국진출일: 1956.10.19.) - 살레시오 수녀회(도움이신 마리아의 딸 수도회/F.M.A./설립일: 1872.8.5./한국진출일: 1957.4.24.) - 마리아의 전교자 프란치스코회(F.M.M./설립일: 1877.1.6./한국진출일: 1958.6.26.) - 사랑의 씨튼 수녀회(S.C./설립일: 1809.7.31./한국진출일: 1960.11.3.) - 성 바오로딸 수도회(F.S.P./설립일: 1915.6.15./한국진출일: 1960.12.13.) - 마리아의 작은 자매 수녀회(L.C.M./설립일: 1877.7.2./한국진출일: 1963.11.23.) - 작은자매 관상 선교회(설립일: 1951.10.7./한국진출일: 1963.12.17.) - 예수 수도회(C.J./설립일: 1609./한국진출일: 1964.6.10.) - 스승 예수의 제자 수녀회(P.D.D.M./설립일: 1924.2.10./한국진출일: 1965.1.5.) - 수원 성 빈센트 드 뽈 자비의 수녀회(설립일: 1841.3.25./한국진출일: 1965.1.8.) - 예수성심 전교 수녀회(M.S.C./설립일: 1899.8.3./한국진출일: 1965.3.25.) - 착한목자 수녀회(R.G.S./설립일: 1641.11.25./한국진출일: 1966.5.19.) - 천주섭리 수녀회(C.D.P./설립일: 1851.9.29./한국진출일: 1966.8.19.) - 그리스도의 교육 수녀회(D.C./설립일: 1720./한국진출일: 1966.9.17.) - 노틀담 수녀회(S.N.D./설립일: 1850.10.1./한국진출일: 1967.7.7.) - 성 클라라 (봉쇄) 수도원(글라라회/O.S.C./설립일: 1212./한국진출일: 1969.6.14.) - 가난한 이들의 작은 자매회(P.S.D.P./설립일: 1839.11./한국진출일: 1971.9.1.) - 프라도 수녀회(설립일: 1856.12.10./한국진출일: 1975.8.28.) - 전교 가르멜 수녀회(C.M./설립일: 1860./한국진출일: 1977.8.21.) - 그리스도의 성혈 흠숭 수녀회(A.S.C./설립일: 1834.3.4./한국진출일: 1977.10.1.) - 성 빈첸시오 아 바오로 사랑의 딸회(D.C.S.V.P./설립일: 1633.11.29./한국진출일: 1978.4.10.) - 마리아의 딸 수도회(마리아니스트/F.M.I./설립일: 1816.5.25./한국진출일: 1979.5.17.) - 아씨시의 프란치스코 전교 수녀회(S.F.M.A./설립일: 1702.1.2./한국진출일: 1980.7.13.) - 성 프란치스코 하비에르 사도회(설립일: 1919./한국진출일: 1980.8.10.) - 사랑의 선교 수녀회(M.C./설립일: 1950.10.7./한국진출일: 1981.6.30.) | - 선한목자 예수수녀회(S.J.B.P./설립일: 1938.10.7./한국진출일: 1983.8.20.) - 원죄없으신 마리아 교육선교 수녀회(R.C.M./설립일: 1892.12.8./한국진출일: 1984.4.12.) - 성 도미니코 선교 수녀회(O.P./설립일: 1887.1.10./한국진출일: 1984.12.3.) - 성모승천 봉헌자 선교수녀회(설립일: 1865.5.24./한국진출일: 1985.1.9.) - 삼위일체 수녀회(C.S.S.T./설립일: 1685.12.25./한국진출일: 1985.3.7.) - 도움이신 마리아 수녀회(M.A./설립일: 1854.9.29./한국진출일: 1985.7.30.) - 마리아의 종 수녀회(O.S.M./설립일: 1862.6.23./한국진출일: 1985.9.15.) - 위로의 성모 수녀회(N.S.C./설립일: 1857.3.14./한국진출일: 1986.5.14.) - 예수그리스도의 고난 관상 수녀회(C.P./설립일: 1771.5.3./한국진출일: 1986.6.19.) - 거룩한 말씀의 회(F.D.Z./설립일: 1887.3.19./한국진출일: 1986.11.17.) - 보혈선교 수녀회(설립일: 1885.9.8./한국진출일: 1986.11.24.) - 성령선교 수녀회(C.M.S.Sp.S./설립일: 1889.12.8./한국진출일: 1987.3.9.) - 엄률 시토회(수정의 성모 트라피스트 여자수도원/O.C.S.O./설립일: 1098.3.21./한국진출일: 1987.10.19.) - 그리스도의 왕 선교 수녀회(M.C.R./설립일: 1928.10.28./한국진출일: 1987.10.28.) - 성체선교 글라라 수녀회(M.C./설립일: 1951.6.22./한국진출일: 1987.12.6.) - 천사의 모후 수녀회(설립일: 1962.11.26./한국진출일: 1989.3.3.) - 성심의 프란치스코 수녀회(S.F.S.C./설립일: 1886.2.21./한국진출일: 1989.7.22.) - 예수마리아 성심 전교수녀회(Ss.Cc./설립일: 1880.3.6./한국진출일: 1989.9.25.) - 세례자 성 요한 수녀회(C.S.S.G.B./설립일: 1878.9.26./한국진출일: 1990.6.16.) - 도미니코회 천주의 모친 봉쇄 수도원(설립일: 1206./한국진출일: 1990.11.29.) - 성 프란치스코 병원 수녀회(O.H.S.F./설립일: 1844.7.2./한국진출일: 1991.10.4.) - 글라렛 선교 수녀회(R.M.I./설립일: 1855.8.27./한국진출일: 1995.4.18.) - 성모자헌 애덕의 도미니꼬 수녀회(O.P./설립일: 1696.1.24./한국진출일: 1995.6.20.) - 성가정의 카푸친 수녀회(H.T.C./설립일: 1885.5.11./한국진출일: 1996.3.25.) - 예수고난 수녀회(C.P./설립일: 1815.3.17./한국진출일: 1996.8.10.) - 사랑의 성모 수녀회(설립일: 1850.6.18./한국진출일: 1998.11.4.) - 느베르 애덕 수녀회(설립일: 1680./한국진출일: 1999.9.11.) - 주님탄생예고 카르투시오 수녀회(설립일: 1140.5./한국진출일: 2002.5.3.) - 트르와 사랑의 성모 수녀회(설립일: 1840.3.25./한국진출일: 2002.10.16.) - 착한목자의 종 프란치스코 수녀회(설립일: 1938.5.14./한국진출일: 2003.10.4.) - 자비의 메르세다리아스 수녀회(설립일: 1878.3.16./한국진출일: 2003.10.23.) - 로사리오 성모의 도미니코 수녀회(설립일: 1850.1./한국진출일: 2003.11.1.) - 성모마리아 방문 봉쇄수녀회(성모방문회/V.M.S./설립일: 1610.6.6./한국진출일: 2007.1.) |

###### 방인(邦人/국내) 설립 여자수도회(29곳)
| - 영원한 도움의 성모 수도회(S.O.L.P.H./설립일: 1932.6.27.) - 성가 소비녀회(설립일: 1943.12.25.) - 한국 순교복자 수녀회(설립일: 1946.4.21.) - 인보성체 수도회(설립일: 1956.11.19.) - 말씀의 성모 영보 수녀회(설립일: 1960.3.25.) - 한국 순교복자 빨마 수녀회(설립일: 1962.10.1.) - 마리아 수녀회(S.O.M./설립일: 1964.8.15.) - 티 없으신 마리아성심 수녀회(F.M.I./설립일: 1968.3.25.) - 오순절 평화의 수녀회(S.P.P./설립일: 1986.8.15.) - 파티마의 성모 프란치스꼬 수녀회(설립일: 1969.3.2.) - 가르멜의 모후 수도회(설립일: 1972.6.9.) - 미리내 성모성심 수녀회(설립일: 1976.11.1.) - 거룩한 말씀의 회(설립일: 1964.5.10./한국진출일: 1977.10.4.) - 프란치스코 전교봉사 수녀회(설립일: 1983.9.11.) - 한국 외방선교 수녀회(설립일: 1986.5.15.) | - 예수의 꽃동네 자매회(설립일: 1986.12.27.) - 미리내 성 요셉 애덕 수녀회(설립일: 1987.8.15.) - 성 안드레아 수녀회(설립일: 1988.10.10.) - 삼성산 성령 수녀회(설립일: 1990.8.22.) - 나자렛 예수 수녀회(설립일: 1991.1.31.) - 오순절 요셉 자매회(설립일: 1992.3.19.) - 작은예수 수녀회(설립일: 1992.12.8.) - 예수의 성모여자 관상(봉쇄) 수도원(설립일: 1995.3.19.) - 예수의 소화 수녀회(설립일: 1999.1.18.) - 성 마리아와 열두 사람 공동체(가인가/SM12/설립일: 2001.1.2.) - 한국 성모의 자애 수녀회(설립일: 2002.3.25.) - 예수의 성모여자 수도회(설립일: 2003.1.25.) - 순교자의 모후 전교 수녀회(C.M.M.M./설립일: 2007.10.23.) - 섭리의 딸 수녀회(설립일: 2009.1.4.) |

### 성공회
현재 대한성공회에는 강원특별자치도 춘천시에 성공회 수도원이 있다. 수도승들은 갈색 수도사 예복을 입으며, 규칙적으로 하느님을 예배하는 성무일과에 따라 수도생활을 한다.

## 같이 보기
- 수도회
- 수녀